# Lamprolonchaea conchapinna
Lamprolonchaea conchapinna är en tvåvingeart som beskrevs av Mcalpine 1964. Lamprolonchaea conchapinna ingår i släktet Lamprolonchaea och familjen stjärtflugor.
Artens utbredningsområde är Samoa. Inga underarter finns listade i Catalogue of Life.